# Saison 9 de The Voice : La Plus Belle Voix
 (mars 2021).
- Si vous ne connaissez pas le sujet, laissez ce bandeau (vous pouvez alors contacter les auteurs).
- Si vous supprimez le contenu mis en cause (vous pouvez préalablement contacter les auteurs),

argumentez précisément cette suppression dans la page de discussion
(un manque de référence n'est pas un argument ; une recherche réelle de référence doit avoir été effectuée, être formellement documentée).
 (juin 2019).
Si vous disposez d'ouvrages ou d'articles de référence ou si vous connaissez des sites web de qualité traitant du thème abordé ici, merci de compléter l'article en donnant les références utiles à sa vérifiabilité et en les liant à la section « Notes et références ».
La neuvième saison de The Voice : La Plus Belle Voix, émission française de télé-crochet musical, est diffusée à partir du 18 janvier 2020 sur TF1[à développer]. Elle est animée par Nikos Aliagas et Karine Ferri. 
Cette saison 9 a été remportée par Abi Bernadoth (Équipe Pascal Obispo) avec 53,4 % des voix.

## Coachs et candidats
Le 30 août 2019, TF1 annonce que pour cette nouvelle saison, les quatre coachs de la saison précédente seront remplacés. Les quatre nouveaux coachs pour cette saison seront Amel Bent (coach dans The Voice Kids en 2018 et 2019), Pascal Obispo (qui fait donc son retour dans l'émission), Lara Fabian qui était coach dans La Voix et Marc Lavoine,. La neuvième saison est la première saison à ne pas comporter de coachs originaux de la saison inaugurale de l'émission. Ils sont secondés par des coachs vocaux qui accompagnent les talents pendant la durée de la compétition : Pierre-Yves Duchesne pour l'équipe de Lara Fabian, Angie Berthias-Cazaux pour l'équipe de Amel Bent, Damien Silvert pour l'équipe de Pascal Obispo et Nathalie Dupuy pour l'équipe de Marc Lavoine.

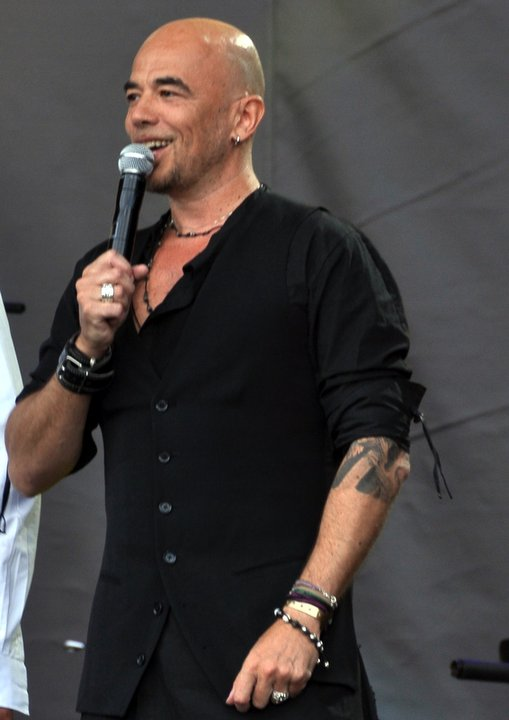
Pascal Obispo
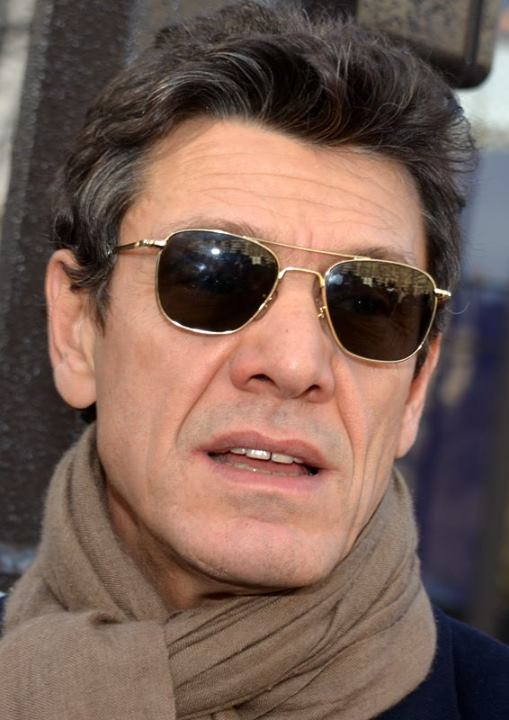
Marc Lavoine
Amel Bent
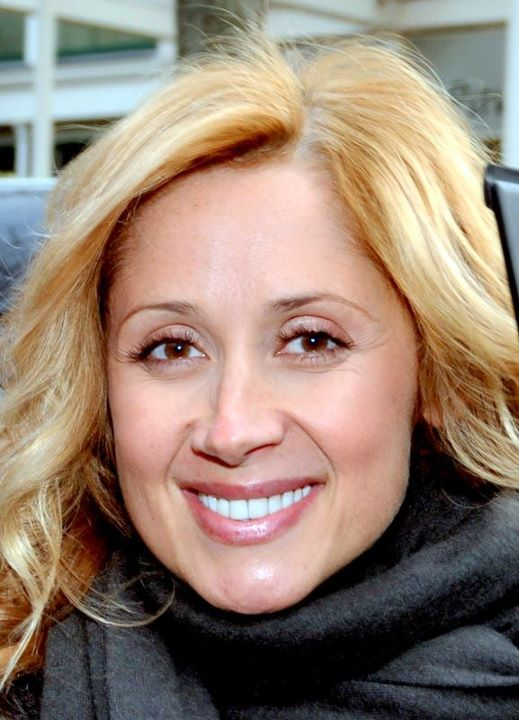
Lara Fabian

Le 30 octobre 2019, on[Qui ?] y annonce que l'émission s'offre de nouveaux fauteuils rouges, symboles de l'émission, après la première génération de fauteuils de 2012 à 2014, puis les fauteuils ressemblant à ceux de la version britannique de 2015 à 2019. En 2020, les fauteuils sont plus arrondis et confortables, ressemblant aux fauteuils de la version américaine de The Voice[pertinence contestée].
- Vainqueur
- Deuxième
- Troisième
- Quatrième

| Étapes               | #  | Lara Fabian     | Amel Bent          | Marc Lavoine          | Pascal Obispo    |
| -------------------- | -- | --------------- | ------------------ | --------------------- | ---------------- |
| Finalistes           | 1  | Gustine         | Tom Rochet         | Antoine Delie         | Abi Bernadoth    |
| Éliminés aux Directs | 2  | Maria Doyle     | Toni               | Ifé                   | Vérushka         |
| Éliminés aux Directs | 3  | Cheyenne Janas  | Térence James      | Antony Trice          | Baby J           |
| Éliminés aux K.O.    | 4  | Margau          | Ana Monteiro-Lopes | Louise Combier        | Owlite           |
| Éliminés aux K.O.    | 5  | Enzo S          | Fayz Elbo          | Yoann Dejean          | Hakob Ghasabian  |
| Éliminés aux K.O.    | 6  | Nataly Vetrano  | Ryadh              | Michaël Bucquet       | Nessa            |
| Éliminés aux K.O.    | 7  | Sam Tallet      | Rita Kassid        | Loïs Vacchetta        | Ludysoa & Nathan |
| Éliminés aux Battles | 8  | Matteo El Khodr | Melba              | Kim Park              | Tristan          |
| Éliminés aux Battles | 9  | Jimmy Véa       | Sarah Schwab       | Pierre Locatelli      | Pia Studlé       |
| Éliminés aux Battles | 10 | Maxyme Bouchard | Manne              | Julian Deleria        | Jonathan Dijoux  |
| Éliminés aux Battles | 11 | Emmanuel Obré   | Mareva Poaty       | Kaël                  | Tirso Rafael     |
| Éliminés aux Battles | 12 | Amaury Trouvé   | Isilde             | La Rafa Mia           | Raimana Bareille |
| Éliminés aux Battles | 13 | Romain          | Mélodie Delabarre  | Don-Pierre Maestracci | Laure Azoulay    |
| Éliminés aux Battles | 14 | —               | Alexia Mornet      | Kevin Dozot           | Samson Nobou     |

## Déroulement de la saison

### Étapes de la saison 9
- Voici toutes les étapes de la saison 9 :

#### Auditions à l'aveugle
Le principe est, pour les quatre coachs, de choisir les meilleurs candidats présélectionnés par la production. Lors des présentations de chaque candidat, chaque juré et futur coach est assis dans un fauteuil, dos à la scène et face au public, et écoute la voix du candidat sans le voir (d'où le terme « Auditions à l'aveugles ») : lorsqu'il estime qu'il est en présence d'un candidat qui lui convient, le juré appuie sur un buzzer devant lui, qui fait alors se retourner son fauteuil face au candidat. 
Les auditions à l'aveugle ont été tournées à partir de fin novembre 2019. À partir de cette saison, lorsque le candidat n'a séduit aucun juré à l'issue de sa prestation, les coachs se retourneront à nouveau comme dans les saisons 1 à 5, pour exposer au candidat (désormais éliminé) les motifs pour lesquels ils ne se sont pas retournés durant son audition[réf. souhaitée]. 
Chose inattendue, Lara Fabian a fini les auditions à l'aveugle avec seulement 13 talents.

##### Épisode 1
Le premier épisode est diffusé le 18 janvier 2020 à 21 h 5. Les coachs ouvrent les auditions à l'aveugle sur The Show Must Go On de Queen.
| Ordre | Candidat          | Âge | Localisation                      | Chanson                                          | Choix des coachs et des candidats | Choix des coachs et des candidats | Choix des coachs et des candidats | Choix des coachs et des candidats |
| Ordre | Candidat          | Âge | Localisation                      | Chanson                                          | Lara Fabian                       | Amel Bent                         | Marc Lavoine                      | Pascal Obispo                     |
| ----- | ----------------- | --- | --------------------------------- | ------------------------------------------------ | --------------------------------- | --------------------------------- | --------------------------------- | --------------------------------- |
| 1     | Baby J            | 18  | Nice (Alpes-Maritimes)            | Johnny Hallyday - Le Pénitencier                 | ✔️                                | —                                 | —                                 | ✔️                                |
| 2     | Tom Almodar       | 23  | Paris                             | Tom Odell - Another Love (Version Française)     | —                                 | —                                 | —                                 | —                                 |
| 3     | Antoine Delie     | 22  | Baudour (Belgique)                | Orelsan feat. Stromae - La Pluie                 | ✔️                                | ✔️                                | ✔️                                | ✔️                                |
| 4     | Toni              | 23  | Saint-Cyr-l'École (Yvelines)      | Lauryn Hill - Doo Wop (That Thing)               | ✔️                                | ✔️                                | ✔️                                | —                                 |
| 5     | Sam Tallet        | 21  | Alleins (Bouches-du-Rhône)        | The Beatles - With a Little Help from My Friends | ✔️                                | ✔️                                | ✔️                                | ❌ Amel Bent                      |
| 6     | Alexia Mornet     | 22  | Malemort-du-Comtat (Vaucluse)     | Judy Garland - Over the Rainbow                  | ✔️                                | ✔️                                | ✔️                                | ✔️                                |
| 7     | Schola Fratrum    | NC  | Épinay-sous-Sénart (Essonne)      | Chant orthodoxe - Ô mon âme                      | —                                 | —                                 | —                                 | —                                 |
| 8     | Michaël Bucquet   | 27  | Tulle (Corrèze)                   | David Bowie - Heroes                             | —                                 | —                                 | ✔️                                | ✔️                                |
| 9     | Maria Cuche       | 54  | Chanteheux (Meurthe-et-Moselle)   | Chant irlandais - Danny Boy                      | ✔️                                | —                                 | ✔️                                | ✔️                                |
| 10    | Joseph Kamel      | 23  | Caen (Calvados)                   | Patrick Bruel - Casser la voix                   | —                                 | —                                 | —                                 | —                                 |
| 11    | Elinor Morel      | 36  | Paris                             | Marie-Paule Belle - La Parisienne                | —                                 | —                                 | —                                 | —                                 |
| 12    | Romain Dos Santos | 23  | Théoule-sur-Mer (Alpes-Maritimes) | Stephan Eicher - Déjeuner en paix                | ✔️                                | —                                 | —                                 | —                                 |

Maria Cuche a représenté l'Irlande au Concours Eurovision de la chanson en 1985, sous le nom Maria Christian, avec la chanson Waiting Until the Weekend Comes. Elle a terminé à la 6e place sur les 19 pays participants.
Sam Tallet et Alexia sont en couple mais concourent comme deux candidats séparés[pertinence contestée].
Antoine Delie a participé à la quatrième saison de The Voice Belgique en 2015, sous le nom Antoine Decocq, il a été jusqu'en quart de finale dans l'équipe de Chimène Badi.

##### Épisode 2
Le second épisode est diffusé le 25 janvier 2020 à 21 h 5.
| Ordre | Candidat        | Âge | Localisation                 | Chanson                                      | Choix des coachs et des candidats | Choix des coachs et des candidats | Choix des coachs et des candidats | Choix des coachs et des candidats |
| Ordre | Candidat        | Âge | Localisation                 | Chanson                                      | Lara Fabian                       | Amel Bent                         | Marc Lavoine                      | Pascal Obispo                     |
| ----- | --------------- | --- | ---------------------------- | -------------------------------------------- | --------------------------------- | --------------------------------- | --------------------------------- | --------------------------------- |
| 1     | Jonathan Dijoux | 25  | Le Tampon (La Réunion)       | Queen - Bohemian Rhapsody                    | ✔️                                | ✔️                                | ✔️                                | ✔️                                |
| 2     | Zoé Donnay      | 16  | Liège (Belgique)             | Michel Berger - Quelques mots d'amour        | —                                 | —                                 | —                                 | —                                 |
| 3     | Antony Trice    | 24  | Baulmes (Suisse)             | Christophe Maé - Casting                     | ✔️                                | ✔️                                | ✔️                                | ✔️                                |
| 4     | Terence James   | 27  | Beausoleil (Alpes-Maritimes) | Tom Walker - Leave a Light On                | —                                 | ✔️                                | —                                 | —                                 |
| 5     | Yasmine         | 24  | Marseille (Bouches-du-Rhône) | Lara Fabian - Je t'aime                      | —                                 | —                                 | —                                 | —                                 |
| 6     | Sandrine Allary | 77  | Vichy (Allier)               | Dalida - Histoire d'un amour                 | —                                 | —                                 | —                                 | —                                 |
| 7     | Cheyenne Janas  | 19  | Fameck (Moselle)             | Gretchen Wilson - All Jacked Up              | ✔️                                | ✔️                                | —                                 | —                                 |
| 8     | Vérushka        | 33  | Yaoundé (Cameroun)           | Screamin' Jay Hawkins - I Put a Spell on You | —                                 | ❌ Pascal Obispo                  | ✔️                                | ✔️                                |
| 9     | Louise Combier  | 20  | Lyon (Rhône)                 | Benjamin Biolay - Ton héritage               | —                                 | —                                 | ✔️                                | —                                 |
| 10    | Alice           | 16  | Bex (Suisse)                 | Adele - All I Ask                            | —                                 | —                                 | —                                 | —                                 |
| 11    | Emmanuel Obré   | 30  | Marseille (Bouches-du-Rhône) | Leon Russell - A Song for You                | ✔️                                | —                                 | —                                 | —                                 |
| 12    | Leyx            | 24  | Paris                        | Bigflo et Oli - Sur la lune                  | —                                 | —                                 | —                                 | —                                 |
| 13    | Jimmy Véa       | 36  | Nouméa (Nouvelle-Calédonie)  | James Brown - It's a Man's Man's Man's World | ✔️                                | ✔️                                | ✔️                                | ✔️                                |

Vérushka a participé à la première saison de The Voice Afrique francophone, elle a été jusqu'en finale et a terminé deuxième.

##### Épisode 3
Le troisième épisode est diffusé le 1er février 2020 à 21 h 5.
| Ordre | Candidat        | Âge | Localisation                    | Chanson                                                                     | Choix des coachs et des candidats | Choix des coachs et des candidats | Choix des coachs et des candidats | Choix des coachs et des candidats |
| Ordre | Candidat        | Âge | Localisation                    | Chanson                                                                     | Lara Fabian                       | Amel Bent                         | Marc Lavoine                      | Pascal Obispo                     |
| ----- | --------------- | --- | ------------------------------- | --------------------------------------------------------------------------- | --------------------------------- | --------------------------------- | --------------------------------- | --------------------------------- |
| 1     | Even            | 18  | Fréjus (Var)                    | George Michael - Faith                                                      | —                                 | —                                 | —                                 | —                                 |
| 2     | Pia Studlé      | 22  | Paris                           | Billie Eilish - Idontwannabeyouanymore                                      | ✔️                                | ✔️                                | ✔️                                | ✔️                                |
| 3     | Amaury Trouvé   | 28  | Poitiers (Vienne)               | Kristen Bell - (B.O La Reine des Neiges) – Je voudrais un bonhomme de neige | ✔️                                | ✔️                                | ✔️                                | ❌ Lara Fabian                    |
| 4     | Corinne         | 57  | Kuttolsheim (Bas-Rhin)          | Gilbert Bécaud - C'est en septembre                                         | —                                 | —                                 | —                                 | —                                 |
| 5     | Ifè             | 27  | Saint-Denis (Seine-Saint-Denis) | Mick Jenkins - Drowning                                                     | ✔️                                | ✔️                                | ✔️                                | ✔️                                |
| 6     | Rita Kassid     | 21  | Paris                           | Edith Piaf - Non, je ne regrette rien                                       | —                                 | ✔️                                | —                                 | —                                 |
| 7     | Eloïsha         | 31  | Paris                           | Jocelyn Brown - Somebody Else's Guy                                         | —                                 | —                                 | —                                 | —                                 |
| 8     | Abi Bernadoth   | 21  | Saint-Gratien (Val-d'Oise)      | Billie Eilish - Lovely                                                      | ✔️                                | ✔️                                | ✔️                                | ✔️                                |
| 9     | Tony Bredelet   | 30  | Le Bourget (Seine-Saint-Denis)  | Daniel Balavoine - La vie ne m'apprend rien                                 | —                                 | —                                 | —                                 | —                                 |
| 10    | Hakob Ghasabian | 16  | Lille (Nord)                    | Lara Fabian - Broken Vow                                                    | —                                 | —                                 | —                                 | ✔️                                |
| 11    | Célia           | 20  | Woippy (Moselle)                | Amel Bent - Tu n'es plus là                                                 | —                                 | —                                 | —                                 | —                                 |
| 12    | Fayz Elbo       | 38  | Bruxelles (Belgique)            | 1,2,3 Soleils - Abdel Kader                                                 | —                                 | ✔️                                | ✔️                                | ✔️                                |
| 13    | Kim Park        | 25  | Avignon (Vaucluse)              | Christine and the Queens - Saint-Claude                                     | —                                 | —                                 | ✔️                                | —                                 |

Eloïsha est une ancienne candidate de la Star Academy 6 en 2006 (TF1).
Tony, lui, est un ancien candidat de la Star Academy 9 en 2012-2013 (NRJ 12) et de Las Vegas Academy en 2015 (W9).
Amaury a participé à la Nouvelle Star en 2017 sur M6.

##### Épisode 4
Le quatrième épisode est diffusé le 8 février 2020 à 21 h 5.
| Ordre | Candidat         | Âge | Localisation                          | Chanson                                                  | Choix des coachs et des candidats | Choix des coachs et des candidats | Choix des coachs et des candidats | Choix des coachs et des candidats |
| Ordre | Candidat         | Âge | Localisation                          | Chanson                                                  | Lara Fabian                       | Amel Bent                         | Marc Lavoine                      | Pascal Obispo                     |
| ----- | ---------------- | --- | ------------------------------------- | -------------------------------------------------------- | --------------------------------- | --------------------------------- | --------------------------------- | --------------------------------- |
| 1     | Melba            | 25  | Lyon (Rhône)                          | Britney Spears - Toxic                                   | —                                 | ✔️                                | —                                 | ✔️                                |
| 2     | Leela            | 19  | Paris                                 | Jacques Brel - La Chanson des vieux amants               | —                                 | —                                 | —                                 | —                                 |
| 3     | Nataly Vetrano   | 53  | Saint-Raphaël (Var)                   | Lady Gaga - I'll Never Love Again                        | ✔️                                | —                                 | ✔️                                | ✔️                                |
| 4     | Thomas           | 19  | Vitry-sur-Seine (Val-de-Marne)        | Ben l'Oncle Soul - Soulman                               | —                                 | —                                 | —                                 | —                                 |
| 5     | Gustine          | 32  | Reims (Marne)                         | Marc Lavoine - Elle a les yeux revolver                  | ✔️                                | ✔️                                | ✔️                                | ✔️                                |
| 6     | Raimana Bareille | 34  | Papeete (Polynésie française)         | Chant Taisen - E ru'au                                   | —                                 | —                                 | ✔️                                | ✔️                                |
| 7     | Claudia          | 16  | Toulouse (Haute-Garonne)              | INXS - Never tear us apart                               | —                                 | —                                 | —                                 | —                                 |
| 8     | Tom Rochet       | 19  | Belfort (Territoire de Belfort)       | The Beatles - Let It Be                                  | ✔️                                | ✔️                                | ✔️                                | ✔️                                |
| 9     | Ryadh            | 32  | Gournay-sur-Marne (Seine-Saint-Denis) | Michel Berger et Luc Plamondon - Le Blues du businessman | —                                 | ✔️                                | —                                 | ✔️                                |
| 10    | Sally Faye       | 17  | Paris                                 | Rihanna - Umbrella                                       | —                                 | —                                 | —                                 | —                                 |
| 11    | Julian Deleria   | 24  | La Bastide-des-Jourdans (Vaucluse)    | Daddy Yankee - Con Calma                                 | —                                 | —                                 | ✔️                                | —                                 |
| 12    | Charles Daumer   | 28  | Paris                                 | Frank Sinatra - My Way                                   | —                                 | —                                 | —                                 | —                                 |
| 13    | Yoann Dejean     | 26  | Créteil (Val-de-Marne)                | Hugues Aufray - Santiano                                 | —                                 | ✔️                                | ✔️                                | —                                 |

Julian est un ancien candidat des Princes de l'Amour 4 en 2016 (W9).
Nataly Vetrano est la sœur de Virginie alias Lisa Angell, candidate dans la saison 8 et représentante de la France au Concours Eurovision de la chanson 2015.

##### Épisode 5
Le cinquième épisode est diffusé le 15 février 2020 à 21 h 5.
| Ordre | Candidat          | Âge          | Localisation                           | Chanson                                 | Choix des coachs et des candidats | Choix des coachs et des candidats | Choix des coachs et des candidats | Choix des coachs et des candidats |
| Ordre | Candidat          | Âge          | Localisation                           | Chanson                                 | Lara Fabian                       | Amel Bent                         | Marc Lavoine                      | Pascal Obispo                     |
| ----- | ----------------- | ------------ | -------------------------------------- | --------------------------------------- | --------------------------------- | --------------------------------- | --------------------------------- | --------------------------------- |
| 1     | Tristan           | 22           | Paris                                  | Les Rita Mitsouko - Andy                | —                                 | —                                 | ✔️                                | ✔️                                |
| 2     | Maggy             | 25           | Montpellier (Hérault)                  | Labrinth - Jealous                      | —                                 | —                                 | —                                 | —                                 |
| 3     | Margau            | 19           | Montreal (Québec, Canada)              | Jeanne Mas - En rouge et noir           | ✔️                                | ✔️                                | ✔️                                | ✔️                                |
| 4     | Milan C           | 25           | Ermont (Val-d'Oise)                    | Dosseh - Habitué                        | —                                 | —                                 | —                                 | —                                 |
| 5     | Mélodie Delabarre | 29           | Moorea (Polynésie française)           | Etta James - I'd Rather Go Blind        | ✔️                                | ✔️                                | ✔️                                | ✔️                                |
| 6     | La Rafa Mia       | 27, 60 et 24 | Rouffiac (Tarn)                        | Manu Chao - Clandestino                 | —                                 | —                                 | ✔️                                | ✔️                                |
| 7     | Roxane Taquet     | 24           | Besné (Loire-Atlantique)               | Céline Dion - Je sais pas               | —                                 | —                                 | —                                 | —                                 |
| 8     | Laure Azoulay     | 26           | Créteil (Val-de-Marne)                 | Tina Arena - Je m'appelle Bagdad        | ✔️                                | ✔️                                | —                                 | ✔️                                |
| 9     | Loïs Vacchetta    | 28           | La Ciotat (Bouches-du-Rhône)           | Serge Gainsbourg - Melody Nelson        | —                                 | —                                 | ✔️                                | ❌ Marc Lavoine                   |
| 10    | Romain            | 23           | Paris                                  | Lady Gaga - Always Remember Us This Way | —                                 | —                                 | —                                 | —                                 |
| 11    | Enzo S            | 24           | Beyrouth (Liban)                       | Sam Cooke - A Change Is Gonna Come      | ✔️                                | ✔️                                | —                                 | ✔️                                |
| 12    | Mariaa Siga       | 28           | Mandelieu-la-Napoule (Alpes-Maritimes) | Johnny Clegg & Savuka - Asimbonanga     | —                                 | —                                 | —                                 | —                                 |
| 13    | Kevin Dozot       | 26           | Lyon (Rhône)                           | Alain Bashung - Madame rêve             | —                                 | —                                 | ✔️                                | —                                 |

##### Épisode 6
Le sixième épisode est diffusé le 22 février 2020 à 21 h 5.
| Ordre | Candidat          | Âge | Localisation                              | Chanson                                       | Choix des coachs et des candidats | Choix des coachs et des candidats | Choix des coachs et des candidats | Choix des coachs et des candidats |
| Ordre | Candidat          | Âge | Localisation                              | Chanson                                       | Lara Fabian                       | Amel Bent                         | Marc Lavoine                      | Pascal Obispo                     |
| ----- | ----------------- | --- | ----------------------------------------- | --------------------------------------------- | --------------------------------- | --------------------------------- | --------------------------------- | --------------------------------- |
| 1     | Samson Nobou      | 21  | Marrakech (Maroc)                         | Bill Withers - Lean on Me                     | —                                 | —                                 | ✔️                                | ✔️                                |
| 2     | Lucas Algeo       | 18  | Bordeaux (Gironde)                        | Charles Aznavour - Une vie d'amour            | —                                 | —                                 | —                                 | —                                 |
| 3     | Nessa             | 30  | Athis-Mons (Essonne)                      | Clara Luciani - La Grenade                    | —                                 | ✔️                                | ✔️                                | ✔️                                |
| 4     | Emmanuelle N'Zuzi | 25  | Meaux (Seine-et-Marne)                    | Gnarls Barkley - Crazy                        | —                                 | —                                 | —                                 | —                                 |
| 5     | Maxyme Bouchard   | 17  | Bromont (Québec, Canada)                  | Ariana Grande - 7 Rings                       | ✔️                                | ✔️                                | —                                 | ✔️                                |
| 6     | Linda             | 34  | Marseille (Bouches-du-Rhône)              | Maurane - Les uns contre les autres           | —                                 | —                                 | —                                 | —                                 |
| 7     | Mareva Poaty      | 18  | Rodez (Aveyron)                           | Georges Bizet - L'amour est un oiseau rebelle | —                                 | ✔️                                | —                                 | —                                 |
| 8     | Pierre Locatelli  | 30  | Paris                                     | Daniel Balavoine - Mon fils ma bataille       | —                                 | ✔️                                | ✔️                                | —                                 |
| 9     | Isilde            | 16  | Chateauneuf-Grasse (Alpes-Maritimes)      | Lady Gaga - Poker Face                        | ✔️                                | ✔️                                | —                                 | —                                 |
| 10    | Julien Reinhardt  | 17  | Forbach (Moselle)                         | Percy Sledge - When a Man Loves a Woman       | —                                 | —                                 | —                                 | —                                 |
| 11    | Jimmy Oedin       | 64  | Nouméa (Nouvelle-Calédonie)               | Procol Harum - A Whiter Shade of Pale         | —                                 | —                                 | —                                 | —                                 |
| 12    | Tirso Rafael      | 28  | Paris                                     | Moody Blues - Nights in White Satin           | ✔️                                | ✔️                                | —                                 | ✔️                                |
| 13    | Sarah Schwab      | 19  | Fresnois-la-Montagne (Meurthe-et-Moselle) | Johnny Hallyday - Derrière l'amour            | —                                 | ✔️                                | —                                 | —                                 |

Sarah Schwab a participé à la première saison de The Voice Kids (France).

##### Épisode 7
Le septième épisode est diffusé le 29 février 2020 à 21 h 5.
| Ordre | Candidat              | Âge      | Localisation                      | Chanson                                   | Choix des coachs et des candidats | Choix des coachs et des candidats | Choix des coachs et des candidats | Choix des coachs et des candidats |
| Ordre | Candidat              | Âge      | Localisation                      | Chanson                                   | Lara Fabian                       | Amel Bent                         | Marc Lavoine                      | Pascal Obispo                     |
| ----- | --------------------- | -------- | --------------------------------- | ----------------------------------------- | --------------------------------- | --------------------------------- | --------------------------------- | --------------------------------- |
| 1     | Manne                 | 22       | Orléans (Loiret)                  | Dua Lipa & Calvin Harris - One Kiss       | —                                 | ✔️                                | —                                 | —                                 |
| 2     | Matteo El Khodr       | 34       | Beyrouth (Liban)                  | Alfredo Catalani - La Wally               | ✔️                                | ✔️                                | ✔️                                | ✔️                                |
| 3     | Yasmine               | 22       | Nancy (Meurthe-et-Moselle)        | Lady Gaga & Bradley Cooper - Shallow      | —                                 | —                                 | —                                 | —                                 |
| 4     | Owlite                | 21       | Taverny (Val-d'Oise)              | Pixies - Where Is My Mind?                | —                                 | —                                 | ✔️                                | ✔️                                |
| 5     | Soraya Chbar          | 31       | Mulhouse (Haut-Rhin)              | Serge Lama - Je suis malade               | —                                 | —                                 | —                                 | —                                 |
| 6     | Rania Kameche         | 16       | Dammarie-les-Lys (Seine-et-Marne) | Paul Misraki - Chanson en langue inconnue | —                                 | —                                 | —                                 | —                                 |
| 7     | Kaël                  | 37       | Bondy (Seine-Saint-Denis)         | Scorpions - Still Loving You              | —                                 | —                                 | ✔️                                | —                                 |
| 8     | Don-Pierre Maestracci | 21       | Bastia (Haute-Corse)              | Barbara - Du bout des lèvres              | ✔️                                | —                                 | ✔️                                | ✔️                                |
| 9     | Ninon                 | 16       | Landange (Moselle)                | Régine - Les P'tits Papiers               | —                                 | —                                 | Équipe complète                   | —                                 |
| 10    | Ludysoa & Nathan      | 20 et 17 | Toulouse (Haute-Garonne)          | Chant Maigache - Ravoravo                 | —                                 | ✔️                                | Équipe complète                   | ✔️                                |
| 11    | Maestrina             | 19       | Metz (Moselle)                    | Imagine Dragons - Natural                 | —                                 | —                                 | Équipe complète                   | Équipe complète                   |
| 12    | Latchmy               | 28       | Paris                             | Claude François - Magnolias for ever      | —                                 | —                                 | Équipe complète                   | Équipe complète                   |
| 13    | Ana Monteiro-Lopes    | 16       | Lamothe (Landes)                  | Angèle - Ta reine                         | ✔️                                | ✔️                                | Équipe complète                   | Équipe complète                   |

Pour la première fois de l'histoire du jeu[réf. nécessaire], un coach n'a pas tous ses talents. Il s'agit de Lara Fabian.

##### Bilan des auditions à l'aveugle
| Lara Fabian     | Amel Bent          | Marc Lavoine          | Pascal Obispo    |
| --------------- | ------------------ | --------------------- | ---------------- |
| Sam Tallet      | Toni               | Antoine Delie         | Baby J           |
| Maria Cuche     | Alexia Mornet      | Michaël Bucquet       | Jonathan Dijoux  |
| Romain          | Térence James      | Antony Trice          | Vérushka         |
| Cheyenne Janas  | Rita Kassid        | Louise Combier        | Pia Studlé       |
| Emmanuel Obré   | Fayz Elbo          | Ifé                   | Abi Bernadoth    |
| Jimmy Véa       | Melba              | Kim Park              | Hakob Ghasabian  |
| Amaury Trouvé   | Tom Rochet         | Julian Deleria        | Raimana Bareille |
| Nataly Vetrano  | Ryadh              | Yoann Dejean          | Tristan          |
| Gustine         | Mélodie Delabarre  | La Rafa Mia           | Laure Azoulay    |
| Margau          | Mareva Poaty       | Loïs Vacchetta        | Samson Nabou     |
| Enzo S          | Isilde             | Kevin Dozot           | Nessa            |
| Maxyme Bouchard | Sarah Schwab       | Pierre Locatelli      | Tirso Rafael     |
| Matteo El Khodr | Manne              | Kaël                  | Owlite           |
| —               | Ana Monteiro-Lopes | Don-Pierre Maestracci | Ludysoa & Nathan |

#### Les Battles
Durant l'épreuve des Battles, chaque coach désigne des paires de talents, qui chanteront en tandem une chanson désignée par le coach.
Légende
 Talent sauvé

 Talent éliminé

##### Épisode 8
Le huitième épisode est diffusé le 7 mars 2020 à 21 h 5. Les coachs ouvrent les battles en interprétant À ma place d'Axel Bauer et Zazie.
| Ordre | Équipe        | Gagnant(s)     | Chanson                                     | Perdant(s)            |
| ----- | ------------- | -------------- | ------------------------------------------- | --------------------- |
| 1     | Pascal Obispo | Vérushka       | Que je t'aime - Johnny Hallyday             | Samson Nobou          |
| 2     | Marc Lavoine  | Antoine Delie  | Nothing Compares 2 U - Sinéad O'Connor      | Kevin Dozot           |
| 3     | Lara Fabian   | Sam Tallet     | Fan - Pascal Obispo                         | Romain                |
| 4     | Amel Bent     | Tom Rochet     | Dusk Till Dawn - ZAYN feat. Sia             | Alexia Mornet         |
| 5     | Pascal Obispo | Baby J         | C'est comme ça - Les Rita Mitsouko          | Laure Azoulay         |
| 6     | Lara Fabian   | Cheyenne Janas | You Raise Me Up - Secret Garden             | Amaury Trouvé         |
| 6     | Lara Fabian   | Maria Cuche    | You Raise Me Up - Secret Garden             | Amaury Trouvé         |
| 7     | Marc Lavoine  | Louise Combier | Dis lui toi que je t'aime - Vanessa Paradis | Don-Pierre Maestracci |
| 8     | Amel Bent     | Rita Kassid    | Back to Black - Amy Winehouse               | Mélodie Delabarre     |
| 9     | Marc Lavoine  | Yoann Dejean   | La Fille du Père Noël - Jacques Dutronc     | La Rafa Mia           |

##### Épisode 9
Le neuvième épisode est diffusé le 14 mars 2020 à 21 h 5.
| Ordre | Équipe        | Gagnant(s)      | Chanson                                                  | Perdant(s)       |
| ----- | ------------- | --------------- | -------------------------------------------------------- | ---------------- |
| 1     | Amel Bent     | Toni            | Toute la musique que j'aime - Johnny Hallyday            | Isilde           |
| 2     | Lara Fabian   | Enzo S          | Who Wants to Live Forever - Queen                        | Emmanuel Obré    |
| 3     | Pascal Obispo | Abi Bernadoth   | Un homme heureux - William Sheller                       | Raimana Bareille |
| 4     | Marc Lavoine  | Michaël Bucquet | Comme d'habitude - Claude François (version Sid Vicious) | Kaël             |
| 5     | Lara Fabian   | Gustine         | Symphony - Clean Bandit feat. Zara Larsson               | Maxyme Bouchard  |
| 6     | Amel Bent     | Ryadh           | Mon frère - Maxime Le Forestier                          | Mareva Poaty     |
| 7     | Marc Lavoine  | Antony Trice    | With or Without You - U2                                 | Julian Deleria   |
| 8     | Pascal Obispo | Hakob Ghasabian | Chanter - Florent Pagny                                  | Tirso Rafael     |

##### Épisode 10
Le dixième épisode est diffusé le 21 mars 2020 à 21 h 5.
| Ordre | Équipe        | Gagnant(s)       | Chanson                                                     | Perdant(s)       |
| ----- | ------------- | ---------------- | ----------------------------------------------------------- | ---------------- |
| 1     | Pascal Obispo | Ludysoa & Nathan | Chanter pour ceux qui sont loin de chez eux - Michel Berger | Jonathan Dijoux  |
| 2     | Marc Lavoine  | Loïs Vacchetta   | Light My Fire - The Doors                                   | Pierre Locatelli |
| 3     | Lara Fabian   | Nataly Vetrano   | Sorry Seems to Be the Hardest Word - Elton John             | Jimmy Véa        |
| 4     | Amel Bent     | Térence James    | Ça va ça vient - Vitaa & Slimane                            | Manne            |
| 5     | Marc Lavoine  | Ifé              | Trop beau - Lomepal                                         | Kim Park         |

##### Épisode 11
Le onzième épisode est diffusé le 28 mars 2020 à 21 h 5.
| Ordre | Équipe        | Gagnant(s)         | Chanson                                               | Perdant(s)      |
| ----- | ------------- | ------------------ | ----------------------------------------------------- | --------------- |
| 1     | Amel Bent     | Fayz Elbo          | Desert Rose - Sting & Cheb Mami                       | Sarah Schwab    |
| 2     | Pascal Obispo | Nessa              | Dernière Danse - Indila                               | Pia Studlé      |
| 3     | Lara Fabian   | Margau             | Ce rêve bleu - Karine Costa & Paolo Domingo (Aladdin) | Matteo El Khodr |
| 4     | Pascal Obispo | Owlite             | Les Mots bleus - Christophe                           | Tristan         |
| 5     | Amel Bent     | Ana Monteiro-Lopes | Summertime Sadness - Lana Del Rey                     | Melba           |

##### Bilan des Battles
| Lara Fabian    | Amel Bent          | Marc Lavoine    | Pascal Obispo    |
| -------------- | ------------------ | --------------- | ---------------- |
| Sam Tallet     | Tom Rochet         | Antoine Delie   | Vérushka         |
| Cheyenne Janas | Rita Kassid        | Louise Combier  | Baby J           |
| Maria Cuche    | Toni               | Yoann Dejean    | Abi              |
| Enzo S         | Ryadh              | Michaël Bucquet | Hakob Ghasabian  |
| Gustine        | Térence James      | Antony Trice    | Ludysoa & Nathan |
| Nataly Vetrano | Fayz               | Loïs Vacchetta  | Nessa            |
| Margau         | Ana Monteiro-Lopes | Ifé             | Owlite           |

#### K.O.
Au contraire de la saison précédente, cette épreuve suit les Battles.
Cette saison, les coachs devront garder trois talents de leur équipe sur sept. Pour la première fois il y aura donc trois talents pour les lives.
Si le coach buzz pour plus de trois talents, il doit choisir parmi ceux retenus en fin d'émission. 

##### Épisode 12
Le douzième épisode est diffusé le 4 avril 2020 à 21 h 5. Il est réservé à l'équipe de Marc Lavoine. Les coachs ouvrent les KO en interprétant Quand la musique est bonne de Jean-Jacques Goldman.
| Ordre | Candidat        | Chanson                                               | Choix du coach | Buzz         |
| Ordre | Candidat        | Chanson                                               | Choix du coach | Marc Lavoine |
| ----- | --------------- | ----------------------------------------------------- | -------------- | ------------ |
| 1     | Antoine Delie   | Comme ils disent - Charles Aznavour                   | Qualifié       | ✔️           |
| 2     | Loïs Vacchetta  | Come Together - The Beatles                           | Éliminé        | —            |
| 3     | Louise Combier  | Tous les bateaux, tous les oiseaux - Michel Polnareff | Éliminée       | ✔️           |
| 4     | Michaël Bucquet | One - U2                                              | Éliminé        | —            |
| 5     | Yoann Dejean    | Elle est d'ailleurs - Pierre Bachelet                 | Éliminé        | —            |
| 6     | Antony Trice    | Si t'étais là - Louane                                | Qualifié       | ✔️           |
| 7     | Ifé             | Glory Box - Portishead                                | Qualifié       | ✔️           |

Marc Lavoine buzze pour Antoine, Louise et Antony mais a la possibilité de buzzer une 4ème fois. Il buzze pour son dernier candidat, Ifé, et doit choisir parmi les 4 les 3 candidats qui iront aux directs. Il choisit Antoine, Antony et Ifé et élimine donc Louise.

##### Épisode 13
Le treizième épisode est diffusé le 11 avril 2020 à 21 h 5. Il est réservé à l'équipe de Amel Bent.
| Ordre | Candidat           | Chanson                                                               | Choix du coach | Buzz      |
| Ordre | Candidat           | Chanson                                                               | Choix du coach | Amel Bent |
| ----- | ------------------ | --------------------------------------------------------------------- | -------------- | --------- |
| 1     | Toni               | Juice - Lizzo                                                         | Qualifiée      | ✔️        |
| 2     | Rita Kassid        | Mon amie la rose - Françoise Hardy (version Slimane et Lina El Arabi) | Éliminée       | —         |
| 3     | Térence James      | The blower's daughter - Damien Rice                                   | Qualifié       | ✔️        |
| 4     | Ryadh              | La bohème - Charles Aznavour                                          | Éliminé        | —         |
| 5     | Fayz Elbo          | L'Aziza - Daniel Balavoine                                            | Éliminé        | —         |
| 6     | Tom Rochet         | Je t'aimais, je t'aime, je t'aimerai - Francis Cabrel                 | Qualifié       | ✔️        |
| 7     | Ana Monteiro-Lopes | Bad guy - Billie Eilish                                               | Éliminée       | —         |

##### Épisode 14
Le quatorzième épisode est diffusé le 18 avril 2020 à 21 h 5. Il est réservé à l'équipe de Lara Fabian.
| Ordre | Candidat       | Chanson                                      | Choix du coach | Buzz        |
| Ordre | Candidat       | Chanson                                      | Choix du coach | Lara Fabian |
| ----- | -------------- | -------------------------------------------- | -------------- | ----------- |
| 1     | Cheyenne Janas | Dans un autre monde - Céline Dion            | Qualifiée      | ✔️          |
| 2     | Sam Tallet     | L'Opportuniste - Jacques Dutronc             | Éliminé        | —           |
| 3     | Nataly Vetrano | Sur un prélude de Bach - Maurane             | Éliminée       | —           |
| 4     | Gustine        | L'accordéoniste - Édith Piaf                 | Qualifiée      | ✔️          |
| 5     | Enzo S         | Il suffira d’un signe - Jean-Jacques Goldman | Éliminé        | —           |
| 6     | Margau         | High Hopes - Panic! at the Disco             | Éliminée       | —           |
| 7     | Maria Cuche    | Memory - Barbra Streisand                    | Qualifiée      | ✔️          |

Lara Fabian n'a pas buzzé pour Margau mais lui a cependant indiqué qu'elle pouvait être qualifiée en tenant compte de la qualité de la dernière prestation de la soirée (celle de Maria). Margau a donc attendu en coulisses. Entre Margau et Maria, Lara Fabian a opté pour cette dernière.

##### Épisode 15
Le quinzième épisode est diffusé le 25 avril 2020 à 21 h 5. Il est réservé à l'équipe de Pascal Obispo.
| Ordre | Candidat         | Chanson                                          | Choix du coach | Buzz          |
| Ordre | Candidat         | Chanson                                          | Choix du coach | Pascal Obispo |
| ----- | ---------------- | ------------------------------------------------ | -------------- | ------------- |
| 1     | Ludysoa & Nathan | In My Blood - Shawn Mendes                       | Éliminés       | —             |
| 2     | Baby J           | Bang Bang (My Baby Shot Me Down) - Nancy Sinatra | Qualifiée      | ✔️            |
| 3     | Nessa            | La Isla Bonita - Madonna                         | Éliminée       | —             |
| 4     | Abi Bernadoth    | Another Day in Paradise - Phil Collins           | Qualifié       | ✔️            |
| 5     | Hakob Ghasabian  | Vivre pour le meilleur - Johnny Hallyday         | Éliminé        | —             |
| 6     | Vérushka         | Total Eclipse of the Heart - Bonnie Tyler        | Qualifiée      | ✔️            |
| 7     | Owlite           | Du côté de chez Swann - Dave (version Calogero)  | Éliminé        | —             |

##### Bilan des K.O
| Pascal Obispo | Marc Lavoine  | Amel Bent     | Lara Fabian    |
| ------------- | ------------- | ------------- | -------------- |
| Baby J        | Antoine Delie | Toni          | Cheyenne Janas |
| Abi           | Antony Trice  | Térence James | Gustine        |
| Vérushka      | Ifé           | Tom Rochet    | Maria Cuche    |

#### Les primes
Il ne reste que 3 talents par équipe. Durant chaque prime en direct, les candidats effectuent leur prestation. Seul le public vote.
Les prestations ont été enregistrées quelques jours avant le direct, à cause des conditions sanitaires. Seul le vote est en direct.
Lors de la finale, comme pour la demi-finale, c'est uniquement le public qui a le pouvoir de sacrer le candidat finaliste qu'il veut plus belle voix de France[réf. souhaitée].

##### Épisode 16 — Demi-finale
Le seizième épisode est diffusé le 6 juin 2020 à 21 h 5. Les coachs interprètent Les Mots bleus en hommage à Christophe.
Légende
 Talent qualifié par le public

 Talent éliminé
| Ordre | Équipe | Artiste        | Chanson                                         | Résultat  |
| ----- | ------ | -------------- | ----------------------------------------------- | --------- |
| 1     | Pascal | Vérushka       | I Will Survive - Gloria Gaynor                  | Éliminée  |
| 2     | Marc   | Antoine Delie  | SOS d'un terrien en détresse - Daniel Balavoine | Qualifié  |
| 3     | Lara   | Cheyenne Janas | Listen - Beyoncé                                | Éliminée  |
| 4     | Amel   | Térence James  | Si seulement je pouvais lui manquer - Calogero  | Éliminé   |
| 5     | Pascal | Baby J         | Set Fire to the Rain - Adele                    | Éliminée  |
| 6     | Marc   | Antony Trice   | Hallelujah - Leonard Cohen                      | Éliminé   |
| 7     | Amel   | Toni           | Désenchantée - Mylène Farmer                    | Éliminée  |
| 8     | Lara   | Maria Cuche    | Hymne à l'amour - Édith Piaf                    | Éliminée  |
| 9     | Amel   | Tom Rochet     | Free - Stevie Wonder                            | Qualifié  |
| 10    | Lara   | Gustine        | Wicked Game - Chris Isaak                       | Qualifiée |
| 11    | Marc   | Ifé            | Ne me quitte pas - Jacques Brel                 | Éliminé   |
| 12    | Pascal | Abi Bernadoth  | What a Wonderful World - Louis Armstrong        | Qualifié  |

Bilan des finales
| Lara Fabian | Amel Bent  | Marc Lavoine  | Pascal Obispo |
| ----------- | ---------- | ------------- | ------------- |
| Gustine     | Tom Rochet | Antoine Delie | Abi           |

##### Épisode 17 — La finale
Le dix-septième épisode est diffusé le 13 juin 2020 à 21 h 5. Les finalistes ouvrent la finale en interprétant Feeling Good de Nina Simone. 
Les coachs ont chanté Imagine de John Lennon à la fin de l'émission.
| Ordre | Coach         | Candidat      | Chanson                                 | En duo avec      | Resultat du public | Classement final |
| ----- | ------------- | ------------- | --------------------------------------- | ---------------- | ------------------ | ---------------- |
| 1     | Marc Lavoine  | Antoine Delie | We Are the Champions - Queen            |                  | 11 %               | 4e               |
| 5     | Marc Lavoine  | Antoine Delie | Je m'en vais - Vianney                  | Vianney          | 11 %               | 4e               |
| 9     | Marc Lavoine  | Antoine Delie | La Pluie - Orelsan feat. Stromae        |                  | 11 %               | 4e               |
| 2     | Lara Fabian   | Gustine       | Amoureuse - Véronique Sanson            |                  | 22,5 %             | 2e               |
| 6     | Lara Fabian   | Gustine       | La Grenade - Clara Luciani              | Clara Luciani    | 22,5 %             | 2e               |
| 10    | Lara Fabian   | Gustine       | Elle a les yeux revolver - Marc Lavoine |                  | 22,5 %             | 2e               |
| 3     | Amel Bent     | Tom Rochet    | Stay with Me - Sam Smith                |                  | 13,1 %             | 3e               |
| 8     | Amel Bent     | Tom Rochet    | Je te le donne - Vitaa et Slimane       | Vitaa et Slimane | 13,1 %             | 3e               |
| 11    | Amel Bent     | Tom Rochet    | Let It Be - The Beatles                 |                  | 13,1 %             | 3e               |
| 4     | Pascal Obispo | Abi Bernadoth | If I Ain't Got You - Alicia Keys        |                  | 53,4 %             | 1er              |
| 7     | Pascal Obispo | Abi Bernadoth | Les Yeux de la mama - Kendji Girac      | Kendji Girac     | 53,4 %             | 1er              |
| 12    | Pascal Obispo | Abi Bernadoth | Lovely - Billie Eilish                  |                  | 53,4 %             | 1er              |

## Les directs reportés
À la suite de la propagation du coronavirus en France, les émissions en direct qui devaient se dérouler au mois d'avril ont été reportées à cause du confinement. À la suite de ces événements, TF1 a décidé de couper ces émissions en deux (à partir de la battles n°3) pour avoir des stocks d'émissions inédits le plus longtemps possible. Cette saison 9 devait être raccourcie en nombre d'épisodes mais au vu des événements, cette saison devait comporter 14 épisodes, finalement le nombre d'épisodes s'élèvent à 17. À partir du samedi 2 mai 2020, The Voice sera remplacé par une rediffusion des concerts des Enfoirés et d'une rediffusion de La chanson secrète. La demi-finale et la finale programmées pour les 6 et 13 juin, ne se dérouleront pas au Palais des sports comme prévu. Lara Fabian toujours confinée à Montréal, interviendra par écran interposé en duplex.

## Audiences

### The Voice: La Plus Belle Voix
| Type                  | Jour et horaire de diffusion          | Audience moyenne          | Audience moyenne | Classement des audiences de la soirée | Références |
| Type                  | Jour et horaire de diffusion          | Nombre de téléspectateurs | PDM              | Classement des audiences de la soirée | Références |
| --------------------- | ------------------------------------- | ------------------------- | ---------------- | ------------------------------------- | ---------- |
| Auditions à l'aveugle | Samedi 18 janvier 2020 (21h10–23h25)  | 5 196 000                 | 28,7 %           | 1er                                   | [ 7 ]      |
| Auditions à l'aveugle | Samedi 25 janvier 2020 (21h10–23h25)  | 5 044 000                 | 27 %             | 1er                                   | [ 8 ]      |
| Auditions à l'aveugle | Samedi 1er février 2020 (21h10–23h25) | 4 681 000                 | 25,4 %           | 1er                                   | [ 9 ]      |
| Auditions à l'aveugle | Samedi 8 février 2020 (21h10–23h25)   | 4 963 000                 | 26,5 %           | 1er                                   | [ 10 ]     |
| Auditions à l'aveugle | Samedi 15 février 2020 (21h10–23h25)  | 4 349 000                 | 24,6 %           | 2e                                    | [ 11 ]     |
| Auditions à l'aveugle | Samedi 22 février 2020 (21h10–23h25)  | 4 230 000                 | 23,1 %           | 1er                                   | [ 12 ]     |
| Auditions à l'aveugle | Samedi 29 février 2020 (21h10–23h25)  | 4 374 000                 | 23,7 %           | 1er                                   | [ 13 ]     |
| Battles               | Samedi 7 mars 2020 (21h10–23h25)      | 3 887 000                 | 21,7 %           | 1er                                   | [ 14 ]     |
| Battles               | Samedi 14 mars 2020 (21h10–23h25)     | 4 364 000                 | 21,4 %           | 1er                                   | [ 15 ]     |
| Battles               | Samedi 21 mars 2020 (21h10–22h25)     | 5 098 000                 | 19,6 %           | 2e                                    | [ 16 ]     |
| Battles               | Samedi 28 mars 2020 (21h10–22h35)     | 5 031 000                 | 20,3 %           | 1er                                   | [ 17 ]     |
| K.O.                  | Samedi 4 avril 2020 (21h10-22h35)     | 5 434 000                 | 20,6 %           | 1er                                   | [ 18 ]     |
| K.O.                  | Samedi 11 avril 2020 (21h10-22h35)    | 4 862 000                 | 18,5 %           | 2e                                    | [ 19 ]     |
| K.O.                  | Samedi 18 avril 2020 (21h10-22h35)    | 5 267 000                 | 19,7 %           | 1er                                   | [ 20 ]     |
| K.O.                  | Samedi 25 avril 2020 (21h10-22h35)    | 4 970 000                 | 19,3 %           | 1er                                   | [ 21 ]     |
| Directs               | Samedi 6 juin 2020 (21h10-23h35)      | 3 819 000                 | 20,3 %           | 2e                                    | [ 22 ]     |
| Directs               | Samedi 13 juin 2020 (21h10-0h25)      | 3 898 000                 | 17,9 %           | 2e                                    | [ 23 ]     |

Légende :
- Plus hauts chiffres d'audiences
- Plus bas chiffres d'audiences

| Légende : Saison 9 |

### The Voice, la suite
| Jour et horaire de diffusion            | Audience moyenne          | Audience moyenne | Classement des audiences | Références |
| Jour et horaire de diffusion            | Nombre de téléspectateurs | PDM              | Classement des audiences | Références |
| --------------------------------------- | ------------------------- | ---------------- | ------------------------ | ---------- |
| Samedi 18 janvier 2020 (23:25 - 00:30)  | 1 489 000                 | 18,7 %           | 1er                      |            |
| Samedi 25 janvier 2020 (23:25 - 00:30)  | 1 409 000                 | 16,7 %           | 2e                       |            |
| Samedi 1er février 2020 (23:25 - 00:30) | 1 301 000                 | 16,3 %           | 2e                       |            |
| Samedi 8 février 2020 (23:25 - 00:30)   | 1 274 000                 | 15,6 %           | 2e                       |            |
| Samedi 15 février 2020 (23:25 - 00:30)  | 1 327 000                 | 16,9 %           | 2e                       |            |
| Samedi 22 février 2020 (23:25 - 00:30)  | 946 000                   | 12,4 %           | 2e                       | [ 24 ]     |
| Samedi 29 février 2020 (23:25 - 00:30)  | 1 024 000                 | 12,8 %           | 3e                       |            |
| Samedi 7 mars 2020 (23:25 - 00:30)      | 973 000                   | 12,8 %           | 2e                       |            |
| Samedi 14 mars 2020 (23:25 - 00:30)     | 1 018 000                 | 13,3 %           | 3e                       |            |
| Samedi 6 juin 2020 (23:15 - 00:30)      | 1 077 000                 | 13,8 %           | 2e                       |            |
| Samedi 13 juin 2020 (23:15 - 00:30)     | 2 412 000                 | 21,3 %           | 1er                      |            |

Légende :
- Plus hauts chiffres d'audience
- Plus bas chiffres d'audience

| Légende : Saison 9 |